# Папа Теодор II
Теодор II је био син Фотија, Патријарха Константинопоља. У свештенички позив га је примио папа Стефан V; његов брат Теоције је био бискуп. Био је папа двадесет дана током децембра 897, пре него што је умро. Вратио је у службу свештенике које је истерао папа Стефан VI, признајући валидност одлука о њиховом пријему које је донео папа Формоз. Наложио је да се тело Формоза, које је бачено у Тибар а нађено код Порта, сахрани у Базилици Светог Петра.